# Wekeke
Wekeke is een bestuurslaag in het regentschap Belu van de provincie Oost-Nusa Tenggara, Indonesië. Wekeke telt 685 inwoners (volkstelling 2010).